# Medaglia dello Yemen
La medaglia dello Yemen del 1846 (in turco: Osmanlı Yemen Madalyası) fu una medaglia militare conferita dal sultano Abdülmecid I ai soldati dell'impero ottomano che presero parte alla campagna militare nello Yemen nel 1846.

## Insegne
- La  medaglia consisteva in un disco d'argento riportante sul diritto il tughra del sultano ottomano. Sul retro si trovava la raffigurazione di un paesaggio desertico con palme e un cannone puntato con la scritta "Yemen" in arabo e l'indicazione dell'anno 1263 del calendario islamico.
- Il nastro era rosso con una striscia verde per parte.